# Itaquí
Itaquí (en portugués: Itaqui) es un municipio brasileño del estado de Río Grande del Sur.
Se encuentra ubicado en las coordenadas 29°07′31″S 56°33′11″O / -29.12528, -56.55306, estando a una altitud de 57 m s. n. m. Su población estimada en 2004 era de 41 902 habitantes.
Ocupa una superficie de 3405,7 km².
Localizado en la frontera oeste de Río Grande del Sur, entre los municipios de Uruguaiana y São Borja, se encuentra a orillas del río Uruguay, que hace de frontera con la ciudad argentina de Alvear.
Su principal actividad es la agricultura y la ganadería, en especial la plantación de soja, trigo, arroz y la crianza de ganado vacuno.

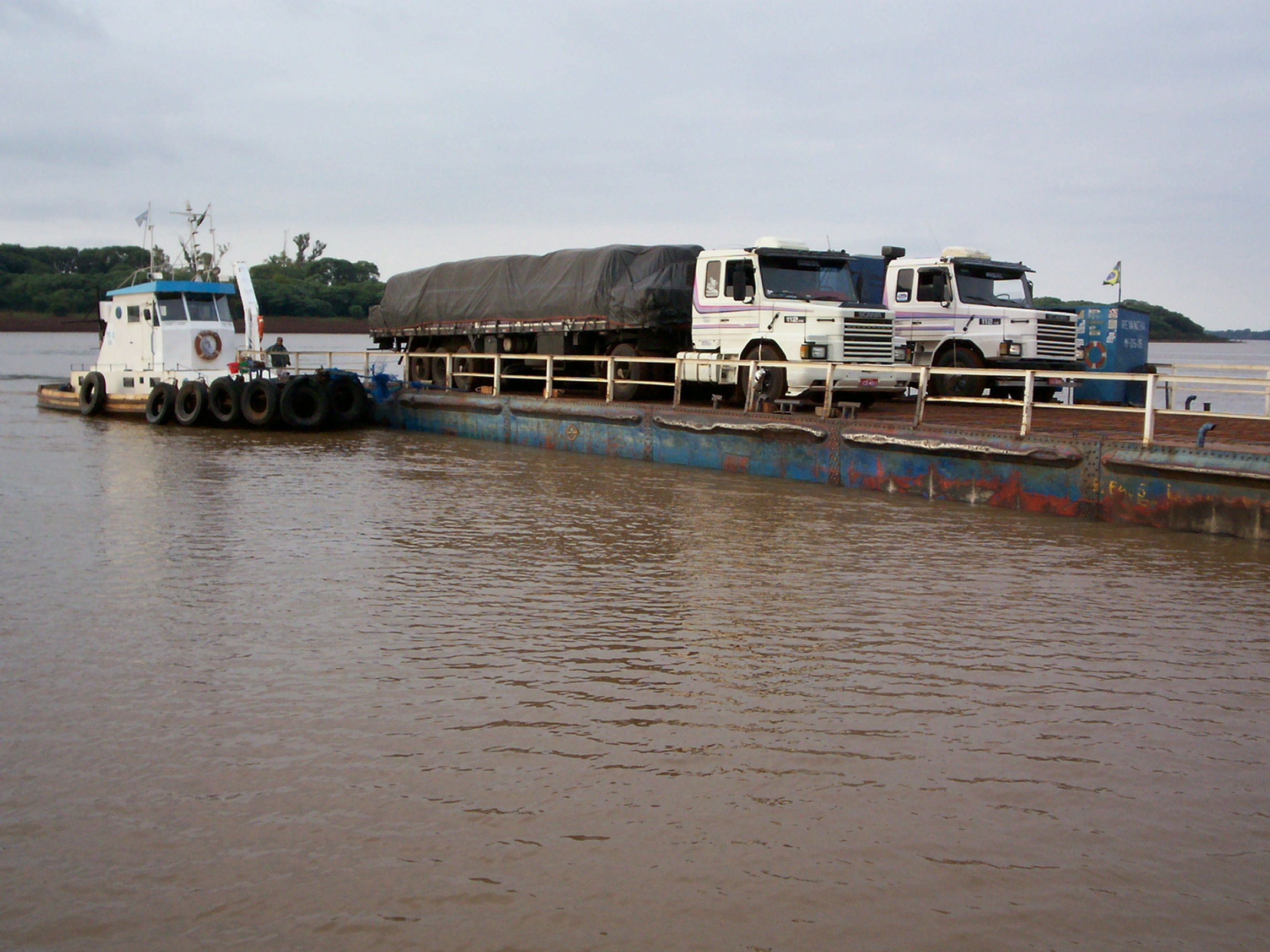
Balsa cruzando por el río Uruguay desde Alvear (Argentina) a Itaquí.

## Topónimo
Es de etimología guaraní: itá (‘piedra’), ku'í (‘arena’), esto al parecer para señalar las arenas gruesas que se forman en las playas del río Uruguay por esta zona. Otra etimología guaraní –aunque menos probable– es itá-í (‘piedra del agua’).

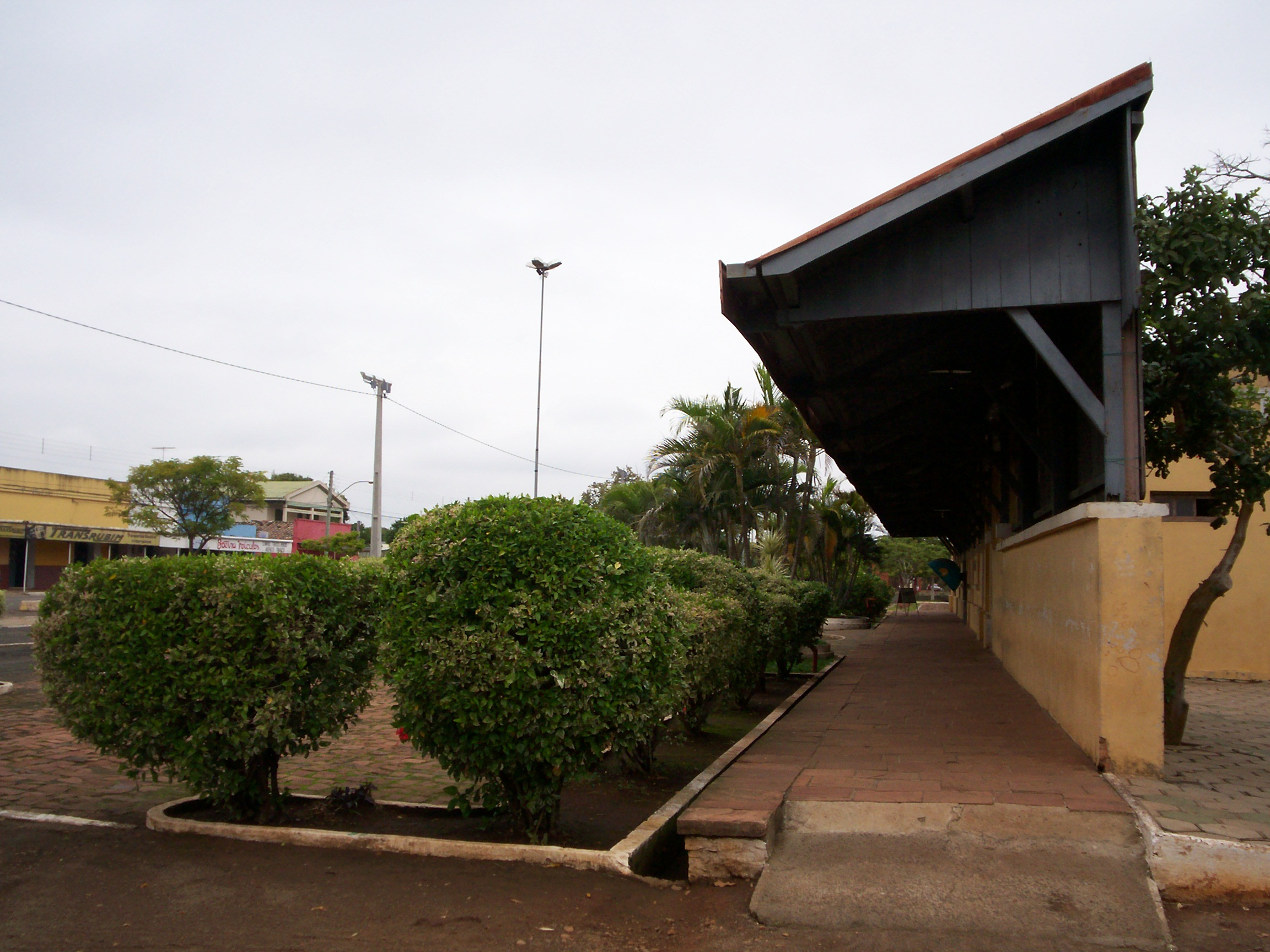
Antigua estación ferroviaria (Itaquí).

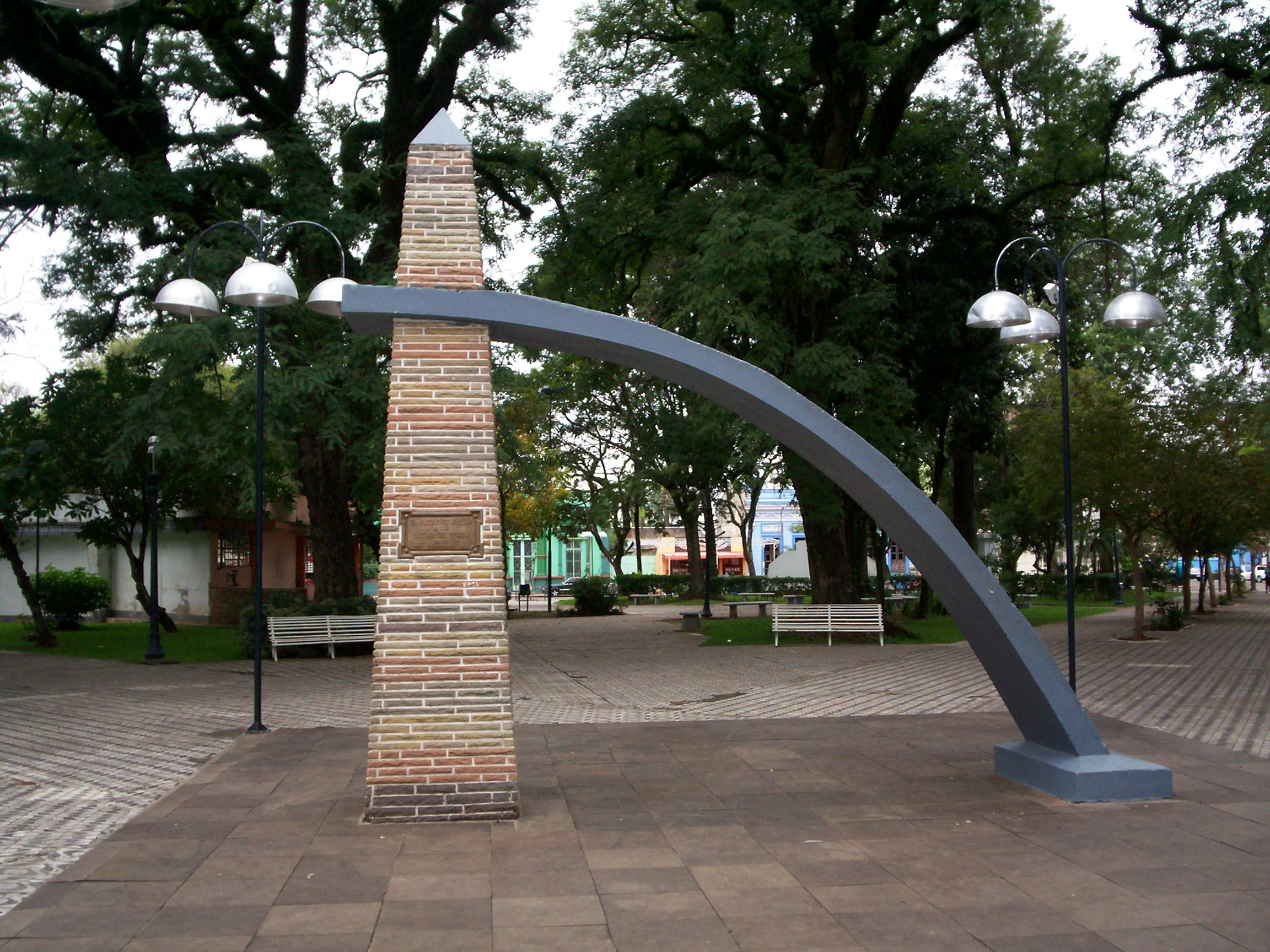
Plaza Marechal Deodoro da Fonseca (Itaquí).

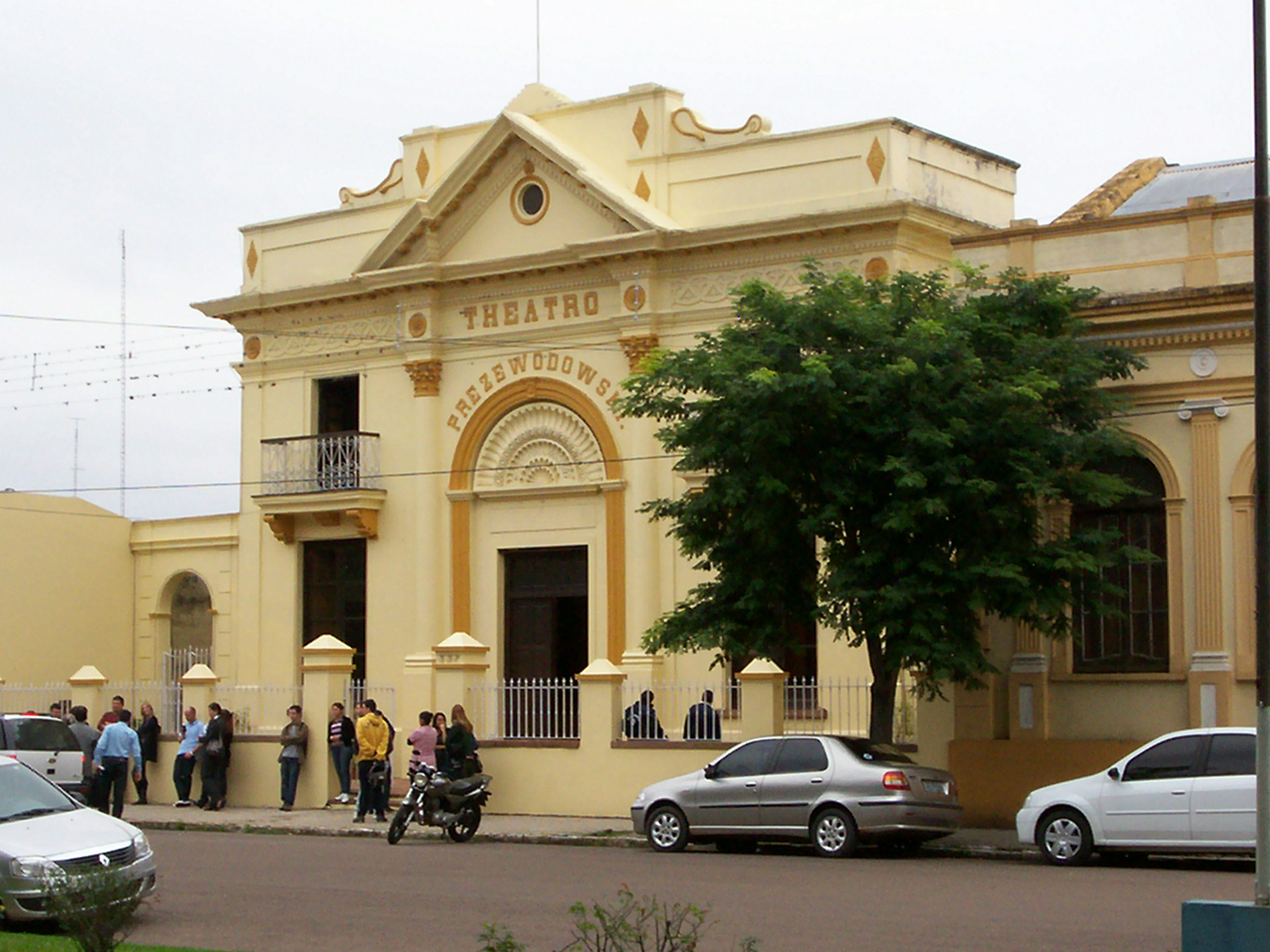
Teatro Prezewodowski (Itaquí).

## Historia
A la llegada de los españoles en el siglo XVI la zona estaba predominantemente poblada por guaraníes o por etnias recientemente «guranizadas», la cercana caverna de Iguariazá parece haber sido un sitio cultual de los pueblos prehispánicos.

En 1630 el jesuita español Cristóbal Altamirano fundó la reducción de Nuestra Señora de la Asunción de la Cruz de Mbororé, una pequeña aldea. En gran medida las vicisitudes históricas de Itaquí han sido las mismas que la de la aldea argentina de La Cruz hasta la segunda mitad del siglo XIX, de hecho el primer asiento de La Cruz se ubicaba prácticamente donde hoy está emplazada Itaquí. Al comenzar el siglo XIX Itaquí como todas las Misiones Orientales estaban en la jurisdicción del Virreinato del Río de la Plata. En 1802 los esclavistas bandeirantes brasileños ocuparon todo el territorio correspondiente a la zona de Itaquí y comenzó el reparto por sesmarías.
A partir de 1811 el caudillo misionero guaraní argentino Andresito Guazurarí –que era uno de los principales lugartenientes de José Gervasio Artigas y su ahijado– logró recuperar la zona. Según las fuentes brasileñas, en esa época Itaquí contaba con solo tres ranchos poblados por una poco más de una decena de lusobrasileños.
En 1816 los soldados de Guazurarí, tras haberse acantonado en las cercanías del arroyo Cambaí, fueron derrotadas por los soldados lusobrasileños.
En 1828, durante la guerra argentino-brasilera, las tropas argentinas al mando de Estanislao López cruzaron el río Uruguay por La Cruz e Itaquí, recuperando las Misiones Orientales, pero la Convención Preliminar de Paz significó la reanexión de este territorio al Brasil.
Luego, durante la guerra entre la República Riograndense y el Brasil, la zona fue teatro de varias acciones bélicas, especialmente durante el año 1841. Tras ser aplastada la República Riograndense y nuevamente ocupada la región por Brasil, el presidente uruguayo Manuel Oribe reclamó los territorios como parte noroeste de la República Oriental del Uruguay, sin embargo en 1851 el Partido Colorado, aliado a Brasil, cedió todos los territorios al norte del Cuareim y el control brasileño se efectivizó al ser derrotadas las fuerzas de Oribe en 1851, de modo que por ley brasileña del 6 de diciembre de 1858, cuando Itaquí poseía una población de aproximadamente 4000 personas, fue segregada del municipio de São Borja y de Uruguayana.
Los hechos bélicos se reanudaron en la zona hacia el año 1865 cuando las tropas paraguayas combatieron contra las brasileñas en el marco de la llamada Guerra de la Triple Alianza. «Pacificada» la región, en 1879 el Imperio del Brasil reconoció la categoría de ciudad a Itaquí entonces conocida como São Patrício de Itaquí (San Patricio de Itaquí), por el santo patrono de la misma.
El 10 de febrero de 1863 en el llamado «paso de Itaquí» (que corresponde a la zona argentina que se encuentra frente a la localidad brasileña, a escasos metros de la desembocadura del río Aguapey) se fundó la localidad de Alvear, reafirmando los lazos comerciales con el vecino país que tenía como fuente más cercana de intercambio de bienes a La Cruz, a 14 kilómetros al sur del paso. De esta forma se consolidó mejor la frontera argentino brasileña de esos años, con el asentamiento de poderosos ganaderos correntinos en la nueva villa.
En 1874 se produjo un particular conflicto entre las dos localidades vecinas, separadas por el río Uruguay, en el que un buque de guerra de la armada imperial brasilera, bombardeó a la localidad de Alvear en horas de la tarde del día 26 de junio. El comandante de la nave, Federico Presewodowski, decidió atacar a la localidad por negarse esta a reportar para enjuiciamiento a dos médicos italianos que se encontraban arraigados en Alvear y que habían protagonizado una pelea con otro médico de la nave de guerra. Tras el ultimátum, los gobiernos de Argentina y Brasil decidieron dar por superada la escaramuza ya que se trataba nada más que de problemas netamente locales, y obligaron a ambos pueblos a perdonarse mutuamente y a instituir un recordatorio a tal acontecimiento. Es así como en Alvear se instituyó la calle principal con el nombre de Veintiséis de Junio, en honor a la fecha del acontecimiento, y en Itaquí se construyó el teatro municipal que lleva el nombre del navegante Presewodowski. De todos modos, la villa de Alvear no deportó a los solicitados.

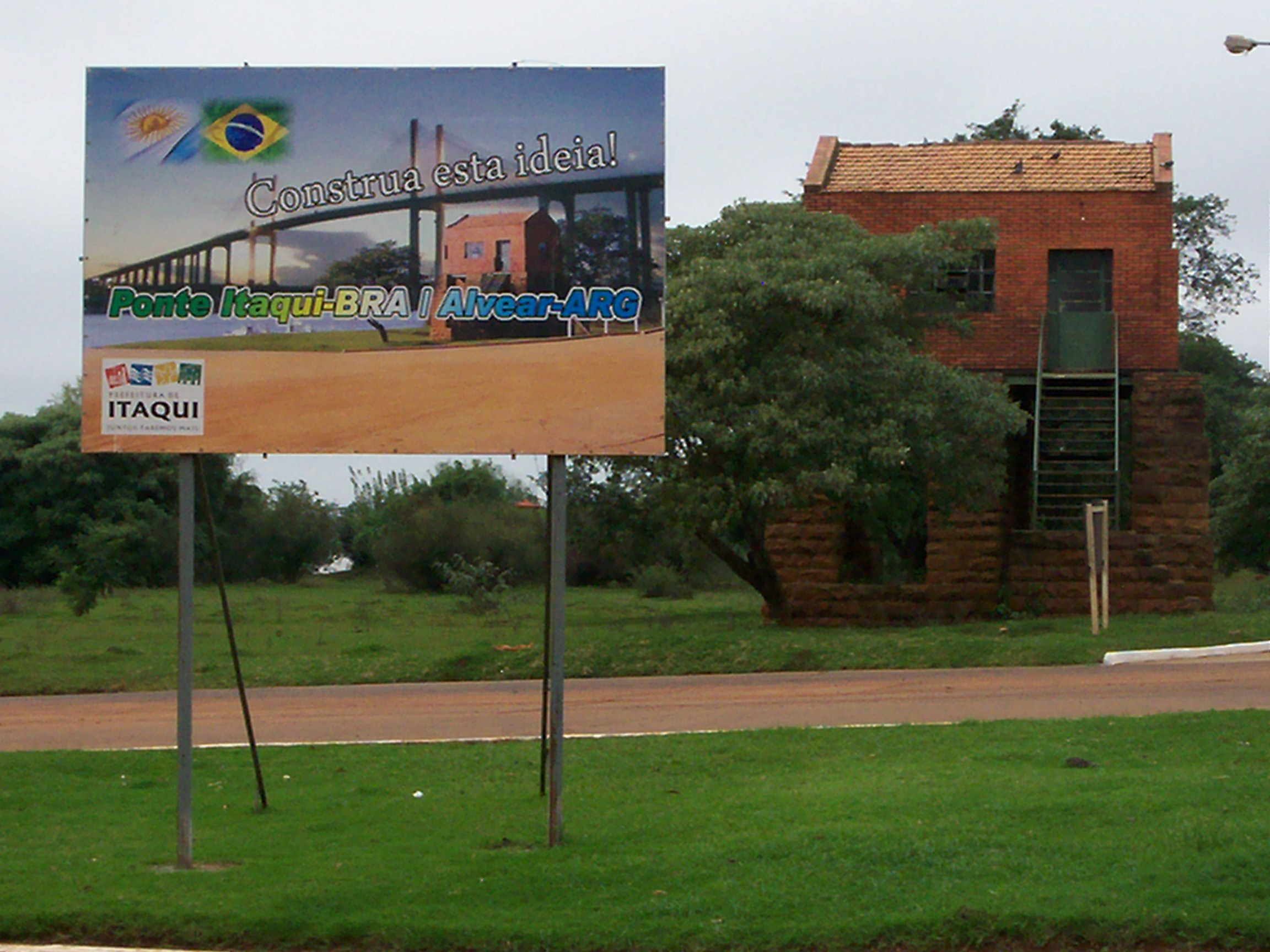
Petitorio para la construcción de un puente internacional entre Itaquí (Brasil) y Alvear (Argentina).

## Proyecto de puente Internacional
En 1994 se creó la empresa Puente Internacional Alvear-Itaquí, la cual posee capitales públicos y privados (40 % Itaquí, 40 % Alvear y 20 % privado) con la finalidad de construir el puente internacional que unirá ambas localidades, que inclusive con el puerto fluvial de cruce en balsa con el que cuentan, componen significativa parte del tráfico comercial internacional del Mercosur.
El 13 de febrero de 2008, en una reunión celebrada en la Quinta de Olivos (Buenos Aires) entre Luiz Inácio Lula da Silva (presidente del Brasil) y Cristina Fernández de Kirchner (presidenta de Argentina), se tomó como objeto de prioridad para el intercambio comercial de ambos países, la construcción de dicho puente internacional.
- Datos: Q1750103
- Multimedia: Itaqui / Q1750103

1. ↑  Worldpostalcodes.org,código postal n.º 97650-000.